# Кенійська залізнична корпорація
Кенійська залізнична корпорація (Kenya Railways Corporation; KRC), також Кенійська залізниця (Kenya Railways, KR) — національна залізниця Кенії. Заснована в 1977 році і є державною корпорацією.

## Історія
Після Першої світової війни Угандійська залізниця була реорганізована у Корпорацію східноафриканських залізниць і портів (EAR&H). Корпорація управляла залізницями Уганди, Кенії і Танганьїки до розпаду Східноафриканського співтовариства в 1977 році. Корпорація розпалася на дві частини і за кенійську частину стала відповідати Кенійська залізнична корпорація.

## Операції

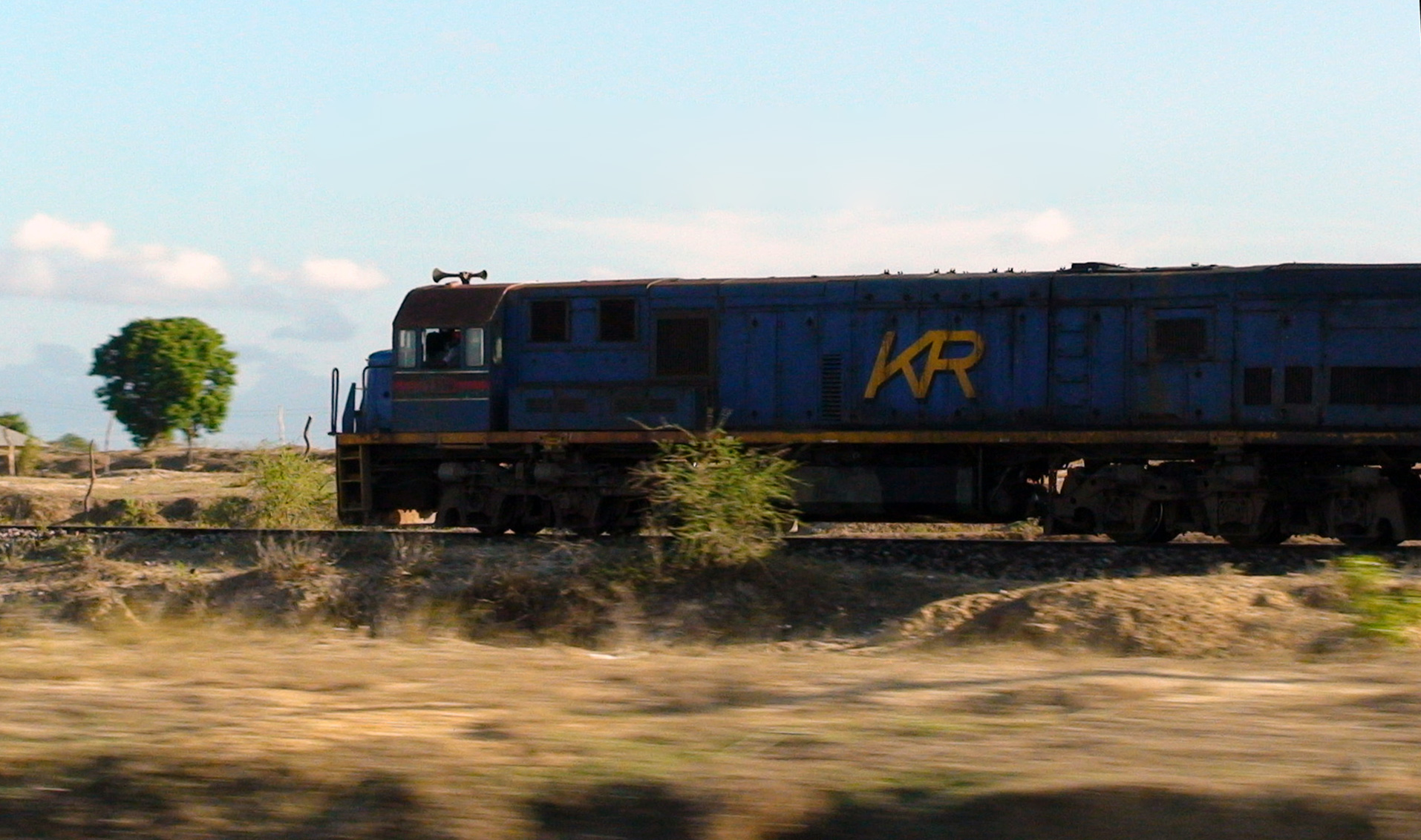
Локомотив типу GE U26C Kenya Railways

Як і інші члени Східноафриканського співтовариства, Кенія використовує вузькоколійну залізницю (1,000 мм).
Магістраль КР базується на оригінальній Угандійській залізниці. Головна гілка, завдовжки 930 км, з'єднує порт Момбаса в Індійському океані з портом Кісуму на озері Вікторія. На півдорозі знаходиться столиця Найробі. Ще під час британського управління додали кілька ліній, а також сполучення з Танзанією та з Угандою. Зрештою загальна залізнична система склала 2778 км колій.
Станом на 2006 рік велика частина загальної залізничної системи була занедбана або перебувала в занедбаному стані. Магістраль від Момбаси до Кісуму працює на зниженій швидкості.

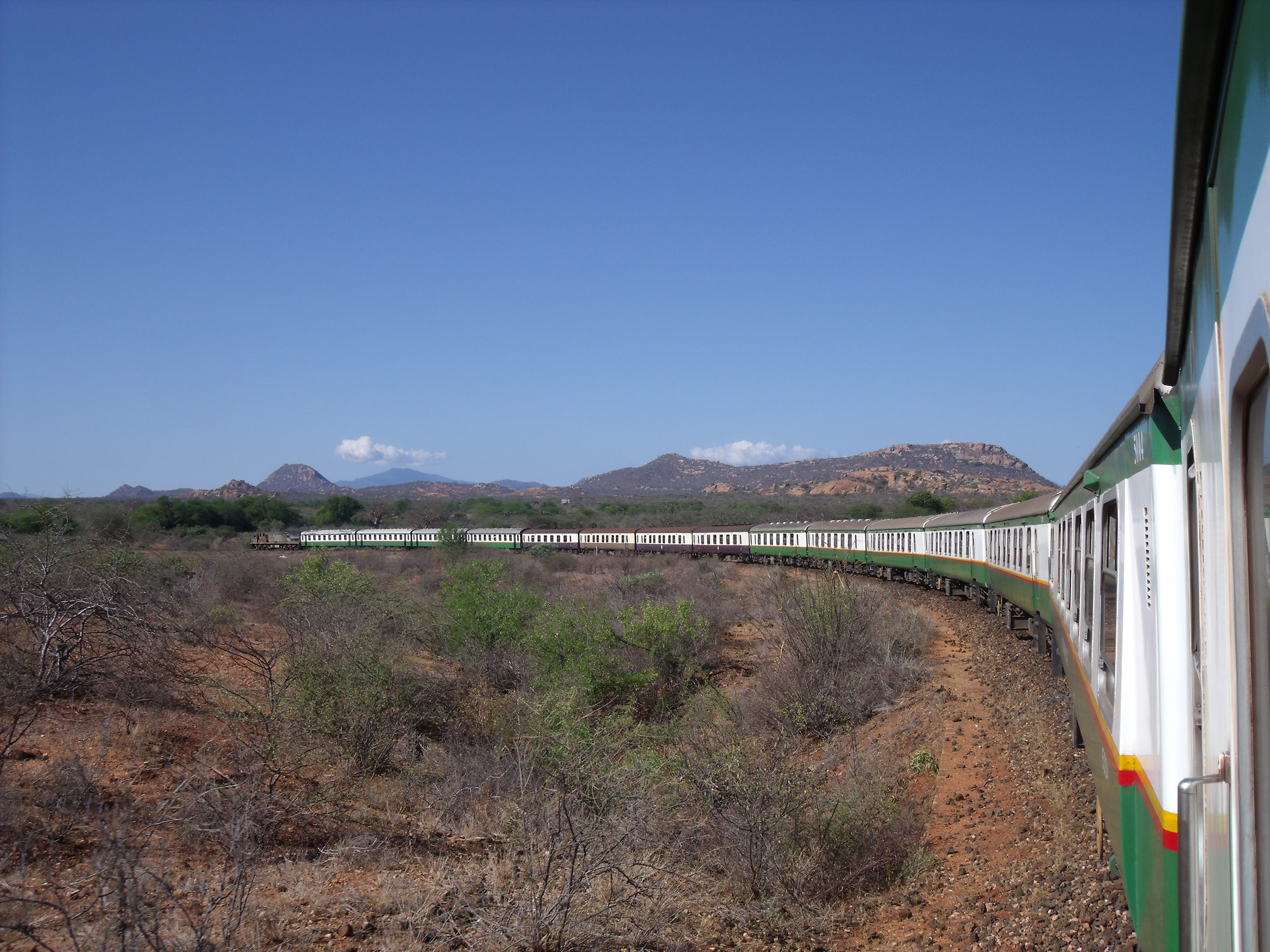
Нічний поїзд Найробі — Момбаса з Кіліманджаро на горизонті.

KR також керує кенійською поромною системою на озері Вікторія.